# Harakiri for the Sky
Harakiri for the Sky – austriacki zespół post-blackmetalowy, założony w 2011 roku w Salzburgu i Wiedniu przez wokalistę Michaela V. Wahntrauma i multiinstrumentalistę Matthiasa Sollaka, wcześniej grającego w blackmetalowym zespole Bifröst. Zespół wydał pięć albumów studyjnych – Harakiri for the Sky (2012), Aokigahara (2014), III: Trauma (2016), Arson (2018) i Mӕre (2021) – za pośrednictwem niemieckiej wytwórni AOP Records.
Grupa odbyła trasę koncertową u boku Der Weg einer Freiheit i The Great Old Ones w marcu 2016 roku, a następnie zagrała na festiwalu Summer Breeze Open Air w tym samym roku. Podczas występów na żywo do Wahntrauma i Sollaka dołączają basista Thomas Dornig, perkusista Mischa Bruemmer i gitarzysta Marrok. W 2017 roku zespół został nominowany do nagrody Amadeus Austrian Music Award w kategorii „Hard & Heavy”.

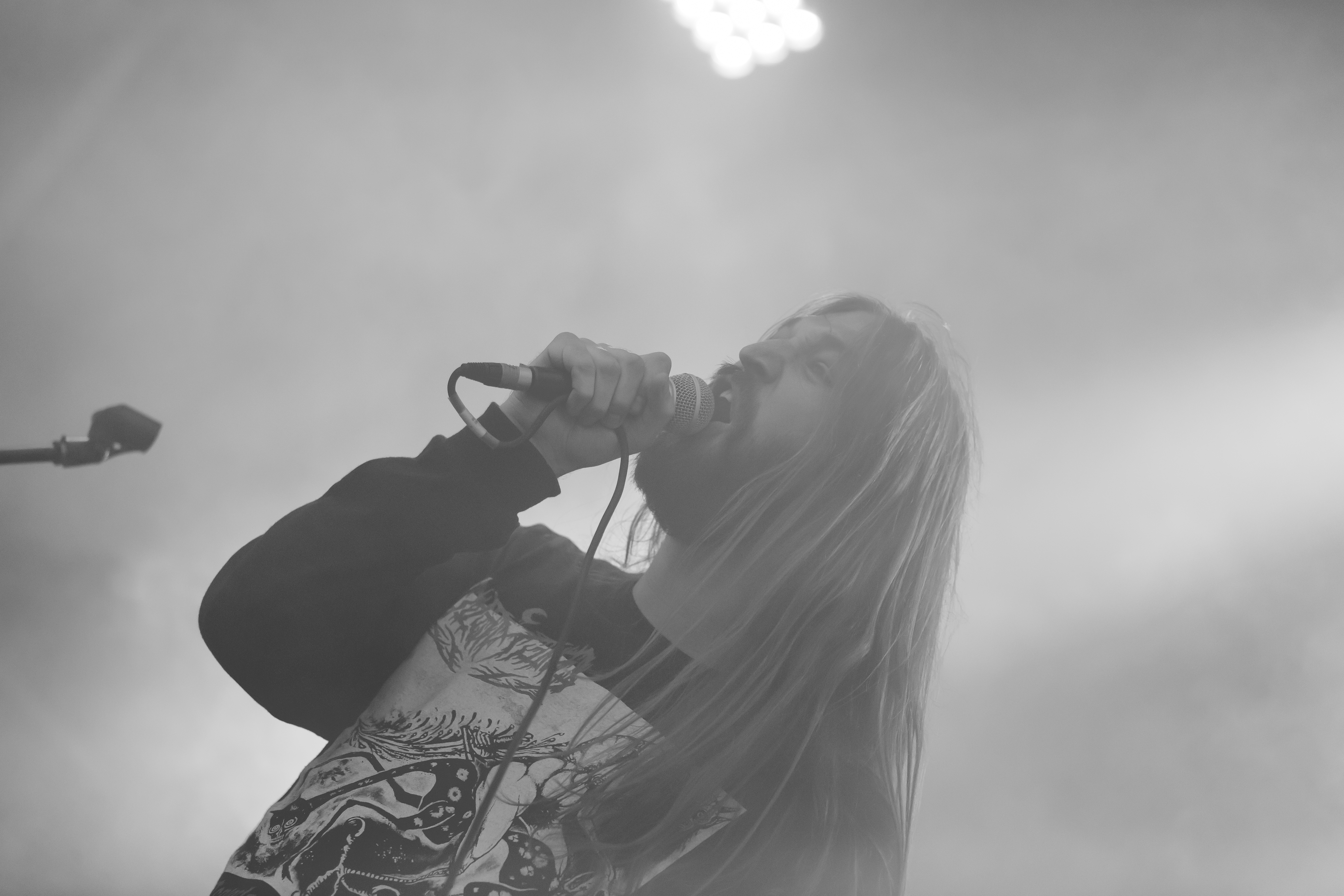
JJ podczas festiwalu Summer Breeze Open Air 2016

## Skład
- Matthias „MS” Sollak – gitara, bas, perkusja
- Michael „JJ” V. Wahntraum – wokal

## Dyskografia

### Albumy studyjne
- Harakiri for the Sky (2012)
- Aokigahara (2014)
- III: Trauma (2016)
- Arson (2018)
- Mære (2021)
- Aokigahara MMXXII (2022)
- Harakiri for the Sky MMXXII (2022)
- Scorched Earth (2025)

### Single
- Calling the Rain (2016)
- Tomb Omnia (2017)
- You Are the Scars (2017)
- Heroin Waltz (2018)
- I, Pallbearer (2020)
- Sing for the Damage We’ve Done (2020)
- And Oceans Between Us (2020)
- I’m All About the Dusk (2021)
- Song to Say Goodbye (2021)

### Teledyski
- My Bones to the Sea (2014)
- The Traces We Leave (2016)
- Heroin Waltz (2018)
- I, Pallbearer (2020)
- Sing for the Damage We’ve Done (2020)
- I’m All About the Dusk (2020)
- Us Against December Skies (2021)
- Mad World (Tears for Fears Cover) (2022)